# Boucoiran-et-Nozières
Boucoiran-et-Nozières település Franciaországban, Gard megyében. Lakosainak száma 995 fő (2022. január 1.). Boucoiran-et-Nozières Brignon, Cruviers-Lascours, Domessargues, Maruéjols-lès-Gardon, Ners, Saint-Bénézet és Sauzet községekkel határos.

## Népesség
A település népességének változása:
| Lakosok száma | 599  | 576  | 609  | 696  | 852  | 896  | 947  | 981  | 989  | 995  |
|               | 1968 | 1982 | 1990 | 2006 | 2013 | 2015 | 2017 | 2019 | 2020 | 2022 |